# Son of Dork
Son of Dork – brytyjski zespół poppunkowyowy grający muzykę podobną do muzyki takich zespołów jak Busted, Blink-182, Simple Plan czy New Found Glory
Grupa utworzona została przez Jamesa Bourne’a, który był wcześniej wokalistą zespołu Busted. Ich pierwszy album został nagrany w listopadzie 2005 i nosił nazwę: „Welcome to Loserville”.

## Członkowie zespołu
James Bourne śpiew, gitara
- ur. 13 września 1983

Chris Leonard gitara, śpiew
- ur. 13 marca 1979

Steve Rushton gitara basowa, śpiew
- ur. 30 października 1987

## Byli członkowie zespołu
Dave Williams gitara, krzyk
- ur. 14 czerwca 1986

odszedł 12.07.07
Danny Hall perkusja
- ur. 12 czerwca 1981

odszedł (brak oficjalnej daty)

## Formacja
Przed założeniem zespołu James Bourne grał w pop punkowym zespole Busted. Perkusista Danny Hall przez dziesięć lat grał w metalowej grupie Spiral Rock. Chris Leonard udzielał się w zespole Stamford Amp. David Williams grał w zespole z południowej Walii, a Steve Rushton dzielił czas między graniem w zespole Mr Cheerfull, studiowaniem w college'u i pracowaniem w markecie Sainsbury.

## Styl grania
Zespół gra muzykę zbliżoną stylistycznie do muzyki takich zespołów jak np. Blink-182, Green Day, New Found Glory czy Simple Plan. Jednoznacznie nie można określić jaki styl muzyczny prezentuje formacja. Jednak wielu ich fanów, jak i również ekspertów twierdzi, że jest to po prostu pop-rock lub też pop punk.

## Dyskografia
- Welcome to Loserville(21 listopada 2006) 
  - Single:
    - "Ticket Outta Loserville" (21 listopada 2005) – najwyżej na 3 miejscu na brytyjskich listach przebojów.
    - "Eddie's Song" (16 stycznia 2006) – najwyżej na 10 miejscu na brytyjskich listach przebojów.